# Требич, Леопольд

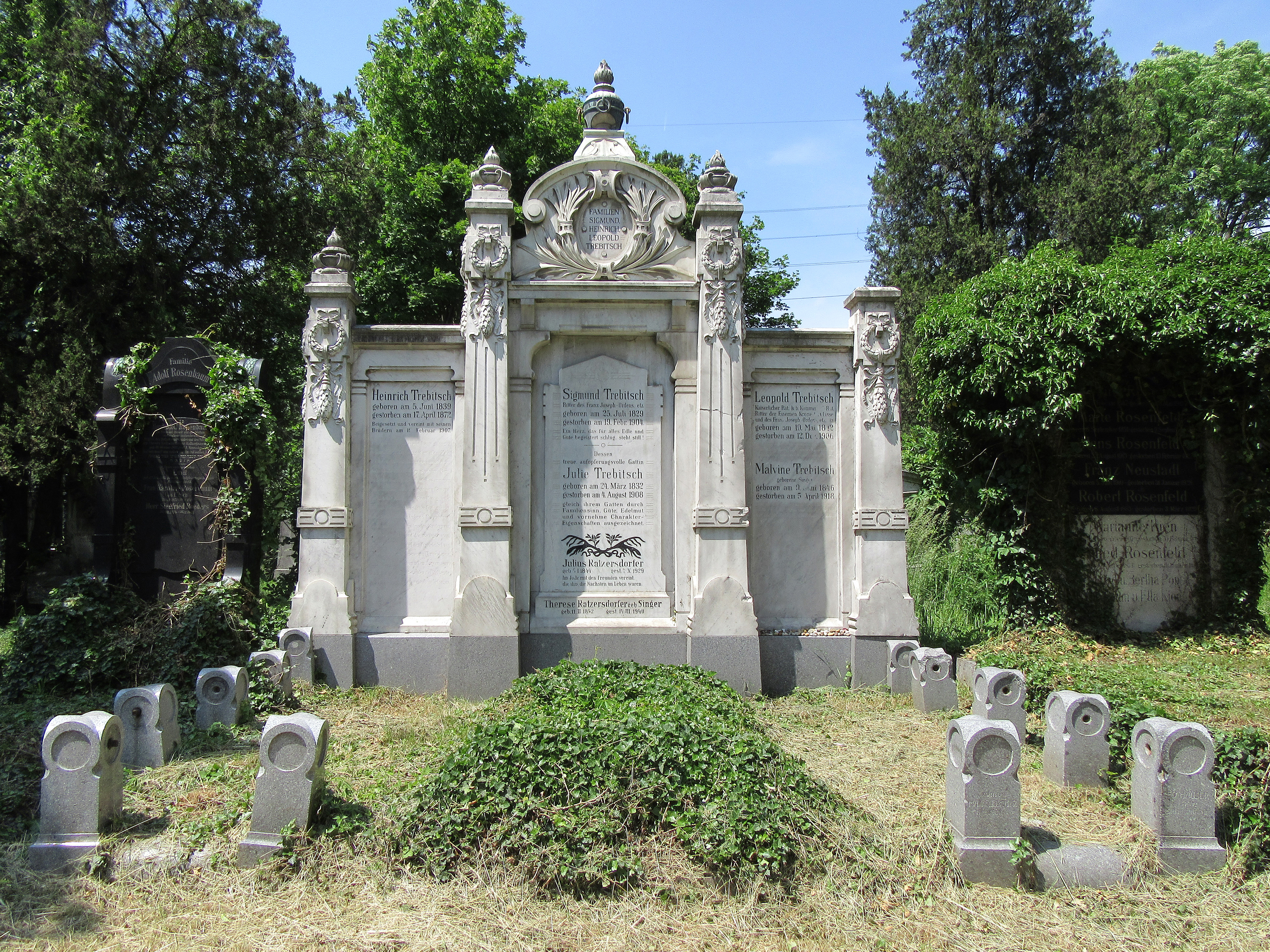
Фамильный склеп Требичей на Центральном кладбище Вены

Леопольд Требич (нем. Leopold Trebitsch, 10 мая 1842, Вена — 12 декабря 1906, там же) — австрийский предприниматель и шахматный меценат.

## Биография
Владел крупнейшей в Австрии шелковой мануфактурой, производившей чулки, салфетки, занавески, ткани для мебели. Фирма была основана его отцом Соломоном Требичем в 1838 г. Фирма имела заводы в Мариш-Шёнберге, Блауде и Вигштадтле, а также крупное отделение в Вене.
Был любителем шахмат. Незадолго до смерти выделил Венскому шахматному клубу (нем. Wiener Schachklub) 100 тыс. австро-венгерских крон на организацию регулярных шахматных турниров. Умер за месяц до начала первого турнира, поэтому соревнованию сразу было присвоено название Требич-турнир.
Жена: Мальвина Требич (1846—1918).
Сыновья:
- Рудольф (1876—1918), этнолог;
- Оскар (1877—1947), предприниматель, инициатор возобновления Требич-турниров;
- Артур (1880—1927), писатель, расовый теоретик (приобрел известность как антисемит еврейского происхождения).

Также на попечении Требича находилась семья его рано умершего старшего брата Генриха (1839—1872): вдова и двое сыновей:
- Зигфрид (1868—1956), драматург, поэт, переводчик (автор переводов пьес Б. Шоу на немецкий язык);
- Генрих, юрист.

Похоронен на еврейском участке Центрального кладбища Вены. Фамильный склеп построен по проекту архитектора Макса Фляйшера.